# The Berzerker
The Berzerker är ett industrial-/deathgrind-band med influenser av bland annat gabber, speedcore och noise. Bandets frontman, Luke Kenny, säger att bandets stil heter "cybergrind". Bandet härstammar från Melbourne, Australien, men har medlemmar från olika länder så som den svenska gitarristen Martin Bermheden.

## Medlemmar
Senaste medlemmar
- Luke Kenny – sång (1995–2010)
- Ed Lacey – gitarr, basgitarr (1999–?)

Tidigare medlemmar
- David Gray – trummor
- Gary Thomas – trummor
- Patrick Beaudoin – gitarr
- Matt Wilcock – gitarr
- Adrian Naudi	 – gitarr
- Chris Valagao – okänd
- Sam Bean – gitarr, basgitarr, sång (1999-?)
- Jason V. (Jason Lacey) – gitarr, basgitarr (1999-?)
- Toby – sång (1999)
- Matthew Racovalis – trummor (2000–2001)
- Fillip Rutherford – trummor (2003)

Turnerande medlemmar
- Damien Palmer – basgitarr
- Martin "Germ" Bermheden – gitarr
- Tony Laureano – trummor (2003)
- Todd Hansen – trummor (2007–2010)
- Tim Aldridge – gitarr (2008–2010)

## Diskografi
Demo
- Demo's 1998 (2000)

Studioalbum
- The Berzerker (2000)
- Dissimulate (2002)
- World of Lies (2005)
- Animosity (2007)
- The Reawakening (2008)

Livealbum
- Live in London (2010)

EP
- Archie Campbell (1995)
- No? (1996)
- Inextricable Zenith (1998)
- Broken (1999)
- Animosity (2006)
- The Reawakening (2008)

Video
- The Principles and Practises of the Berzerker (DVD) (2004)